# Военная тайна (мультфильм)
«Военная тайна» — советский короткометражный рисованный мультфильм 1990 года. Второй из двух сюжетов мультипликационного альманаха «Весёлая карусель» № 22.

## Сюжет
Мультфильм про добрую старушку, которая ехала в автобусе. Когда к ней подошёл контролёр и попросил показать её билет, она неожиданно начинает извлекать из своей сумки различные виды холодного и огнестрельного оружия. Это вызывает настоящую панику среди пассажиров, которые спасаются бегством. В итоге старушка всё-таки находит билет. Выясняется, что всё оружие было игрушечным, она везла его своему внуку.

## Съёмочная группа
| режиссёр                | Алексей Котёночкин                |
| автор сценария          | Тим Собакин                       |
| художник-постановщик    | Алексей Котеночкин                |
| xудожники               | Светлана Давыдова, Елена Гагарина |
| художник-мультипликатор | Наталия Богомолова                |
| композитор              | Филипп Кольцов                    |